# Régine Chopinot
Régine Chopinot (* 1952 in Fort-de-l’Eau, Algerien) ist eine französische Tänzerin und Choreographin. Die Entwicklung des zeitgenössischen Tanzes hat sie von Frankreich aus seit Ende der 1970er Jahre wesentlich beeinflusst. Ihr facettenreiches Werk ist erfolgreich und umstritten zugleich. Außerdem ist Chopinot vor allem in Frankreich aufgrund ihrer kritischen Auseinandersetzung mit gegenwärtigen kulturpolitischen Themen bekannt.

## Leben
Mit der Compagnie du Grèbe gründete Chopinot 1978 in Lyon ihre eigene Compagnie. Seitdem schuf sie mehr als 50 Choreografien, zumeist in Zusammenarbeit mit bildenden Künstlern wie Andy Goldsworthy, Jean Le Gac und Jean Michel Bruyère sowie auch Musikern wie zum Beispiel Tôn-Thât Thiêt oder Bernard Lubat.
1981 gewann Chopinot den zweiten Preis beim Concours International de Chorégraphie de Bagnolet (Département Seine-Saint-Denis) mit ihrem Stück Halleys Comet. Im Alter von 34 Jahren übernahm sie die Leitung des „Centre Chorégraphique National de La Rochelle“, eines der größten Centre Chorégraphique National von Frankreich. Bis heute leitet sie die Einrichtung, seit 1993 unter dem Namen „Ballet Atlantique-Régine Chopinot“ (BARC). 2008 verließ sie das BARC im gegenseitigen Einverständnis mit ihren Förderern.
Im Rahmen ihrer Zusammenarbeit mit Jean-Paul Gaultier, der in den Jahren zwischen 1983 und 1993 die Kostüme für ihre Stücke kreierte, machte sich Chopinot einen Namen mit humorvollen, farbenreichen, in ästhetischer Hinsicht provozierenden Stücken.
In den 1990er Jahren begann sie, mit ihren Arbeiten gegen die aufkommende Institutionalisierung und Kommerzialisierung des zeitgenössischen Tanzes zu agieren. Sie experimentiert mit neuen Ausdrucksformen und Themen, die aktuellen Trends zuwiderlaufen. Das Wesen des Menschen, naturbelassene Elemente und Rhythmen und die Auseinandersetzung mit Körperpraktiken und -lehren prägen ihre choreografischen Arbeiten aus dieser Zeit.
Mit den Stücken Chair-Obscur (2002), WHA (2004) und O.C.C.C. (2006) markiert Chopinot eine neue Schaffensperiode, in der sie Themen wie Leben, Tod, Zeit, Erinnerung etc. in den Mittelpunkt rückt und die choreografische Form nach und nach auflöst.
Für WHA erhielt Chopinot den Preis für die beste französische Choreografie des „Syndicat professionel de la critique de theater, musique et danse“.
O.C.C.C. kann als Rückblick auf ihr choreografisches Schaffen verstanden werden, in dem das Publikum eine Reise durch Chopinots künstlerische Vergangenheit erfährt, deren markanter Stil jederzeit sichtbar wird.

### Pädagogische Arbeit
Chopinots choreografische Arbeit ist eng mit ihrer Arbeit als Tanzpädagogin verbunden. In Hanoi und La Rochelle bildet sie seit 2000 Tänzerinnen und Tänzer des Opernballetts aus. Außerdem unterrichtet sie an der Hochschule für Tanz in Vietnam. Im Rahmen ihrer Tourneen bietet Chopinot in der Regel auch Workshops an, wo sie ihr Können an Tänzer weltweit weitergibt und intensive künstlerische Begegnungen herstellen möchte.

## Werke (Auswahl)
- Jardin de pierres (1978)
- Ma Grand’mère Hippocampe (1978)
- Pierre dans l’eau (1979)
- L’Origine des poissons (1979)
- Reflux (1979)
- À Réaction (1980)
- Halley’s Comet (1981)
- Appel d’Air (1981)
- Grand Écart (1982)
- Simone Popinot, (1982)
- Swim One (1982)
- Délices (1983), 8 Tänzer und Schauspieler
- Via (1984), 5 Tänzer
- Les Rats (1984), Choreografie für die Tänzer der „Groupe de Recherche Chorégraphique“ der Opéra Garnier (GRCOP) in Paris
- Rude Raid (1984), Video, 13 min. (Regie & Ausstattung: Marc Caro, Choreografie: Régine Chopinot)
- Fred le Bordel (1985), 4 Tänzer
- Rossignol (1985), 9 Tänzer
- Le Défilé (1985), 16 Tänzer, Schauspieler und Models
- A la Rochelle, il n’y a pas que des pucelles … (1986), 9 Tänzer
- Gustave (1987), Film 35 mm, 6 min. Regie: Régine Chopinot
- K.O.K. (1988), 4 Tänzer, 1 Schauspieler, 1 Sängerin und 1 Pianist
- Transport (1989), 4 Tänzer
- Ana (1990), 19 Tänzer
- Saint-Georges (1991), 12 Tänzer
- Façade (1993), 11 Tänzer, 1 Erzähler und 1 Orchester
- Soli – Bach (1994), 10 Tänzer. Kostüme: Jean-Paul Gaultier
- Végétal (1995), 15 Tänzer. Ausstattung: Andy Goldsworthy
- Colonne (1997)
- Paroles du Feu (1997)
- Les Quatre saisons (1998)
- Chant de lune (1999)
- La Danse du Temps (1999)
- Trans(E) (2000)
- Moi Monstre (2000)
- Chair-Obscur, (2002), 6 Tänzer
- Le Sentiment océanique (2002)
- Non, Neue Variation von Chant de lune (2003)
- W.H.A.(Warning Hazardous Area) (2004), 10 Tänzer. Kostüme: Jean-Paul Gaultier
- Les Garagistes (2005)
- O.C.C.C (2006)

## Rezeption
„Ihr Anspruch ist es, frei von den Zwängen eines großen Apparates in eine ungefilterte Kommunikation mit dem Publikum zu treten. […] Hier [im Kunsthaus Tacheles] kann sie, seit über 20 Jahren als Leiterin des renommierten Centre Chorégraphique National de La Rochelle amtierend, ihrer ungebrochenen Fähigkeit Raum geben, auch außerhalb etablierter Institutionen künstlerische Relevanz zu entfalten. Und das mit einem Stück, das eher minimalistisches Testlabor als choreografisches Objekt ist: GARAGE.“

„Sie schreitet, sie schwebt nicht. Die kleine, drahtige Régine Chopinot stampft wie ein Bauarbeiter. LES GARAGISTES – die Automechaniker – hat die Rebellin des zeitgenössischen Tanzes ihr neuestes Stück genannt. Das meint Werkstatt, Reparatur, Experiment. Die Bewegungen bleiben eine endlose Serie gewagter Möglichkeiten, ein ästhetisches Glücksspiel des Moments. […] Impulse geben die meist ruppigen Akkorde von Gitarrist Gianni-Grégory Fornet sowie Lichtquadrate von Maryse Gautier. Für Minuten fühlt Chopinot in das Klang- und Farbengemisch hinein. Dann – plötzlich explodiert die Bewegung. Dieses Geduldsspiel strengt die Zuschauer an. Es strapaziert. Die Spannung aber verliert es nie.“

„Für sie bedeutet Choreographie nicht mehr eine Serie von getanzten Objekten oder von aufgetauchten, auftauchenden, oder noch aufzutauchenden Tanzkonzepten. Es ist ein endloses Zurück-Hinaufgehen auf nie gebahnten Wegen zu nie durchquerten und immer nackteren, ruhigeren Ländern, hin zum Punkt, an dem Formen erscheinen, dem Punkt, wo sie auch und endlich wieder zurück verschwinden können. Etwas erschaffen heißt dann nicht mehr, etwas verwirklichen, nicht mehr, die Wirklichkeit durch die regelmäßige Herstellung von Kunstobjekten oder mehr oder minder aufregenden ästhetischen Konzepten zu erweitern, erschaffen heißt dann, die Wirklichkeit zur Schöpfung hin auflösen, sie im steten Wieder-Hinaufgehen eines jeden Objektes entledigen.“